# Callopistria detegens
Callopistria detegens är en fjärilsart som beskrevs av Walker 1863. Callopistria detegens ingår i släktet Callopistria och familjen nattflyn. Inga underarter finns listade i Catalogue of Life.